# Hunter Predd
Hunter Predd è uno dei personaggi della trilogia "Il viaggio della Jerle Shannara", scritto dall'autore di fantasy Terry Brooks.
È un cavaliere alato che trova sulla spiaggia dello sparti acqua azzurre, durante una pattuglia, un naufrago in fin di vita. Insieme a lui trova anche un braccialetto che porta l'effigie della casa Elessedil ed una mappa di un territori sconosciuti a tutti. Parte subito per Aborlon per avvertire il re del ritrovamento del naufrago. Il re degli elfilo manda a chiamare il druido Walker boh, a Paranor, unica persona che può decifrare la mappa. Da lì in poi accompagnerà per tutto il viaggio il Druido ovunque egli andasse.